# Reprezentacja Wielkiej Brytanii na Mistrzostwach Europy w Wioślarstwie 2009
Reprezentacja Wielkiej Brytanii na Mistrzostwach Europy w Wioślarstwie 2009 liczyła 9 sportowców. Najlepszymi wynikami było 7. miejsce w ósemce kobiet.

## Medale

### Złote medale
Brak

### Srebrne medale
Brak

### Brązowe medale
Brak

## Wyniki

### Konkurencje kobiet
- ósemka (W8+): Victoria Bryant, Ruth Walczak, Victoria Meyer-Laker, Heather Stanning, Monica Relph, Jacqueline Round, Leonora Kennedy, Rachael Jefferies, Zoe De Toledo – 7. miejsce